# Тиодосија (Мисури)
Тиодосија (енгл. Theodosia) град је у америчкој савезној држави Мисури.

## Демографија
По попису из 2010. године број становника је 243, што је 3 (1,3%) становника више него 2000. године.
| Група             | 2000.       | 2010.       |
| Белци             | 236 (98,3%) | 238 (97,9%) |
| Афроамериканци    | 0 (0,0%)    | 0 (0,0%)    |
| Азијати           | 0 (0,0%)    | 0 (0,0%)    |
| Хиспаноамериканци | 1 (0,4%)    | 1 (0,4%)    |
| Укупно            | 240         | 243         |